# نجیب‌پاشا

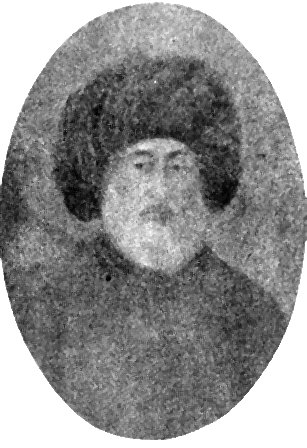
محمد نجیب پاشا

محمد نجیب پاشا (متوفی ۱۸۵۱)، دولتمرد و فرماندار حکومت عثمانی و گرجی الاصل بود. وی به جای علی رضا پاشا (که عراق را به کنترل مستقیم عثمانی بازگرداند)، فرمانداری بغداد را بر عهده گرفت. نام پدرش عبدالمجیب است. او با زلیخا خانم (متوفی ۱۸۶۳) ازدواج کرد که از او دخترش، فاطمه حنیم (متوفی ۱۸۸۱) و پسرانش احمد شکرو بیگ، جمال بیگ و محمود ندیم پاشا، وزیر اعظم امپراتوری عثمانی به دنیا آمد.

## فرمانداری در بغداد
علی رضا پاشا در ماه آوریل به شام منتقل شد و محمد نجیب پاشا، به عنوان والی بغداد، در ماه سپتامبر وارد و جایگزین وی در استان بغداد شد. او را فردی باهوش، شجاع و سرزنده اما بی‌رحم و سنگدل توصیف می‌کردند. او از خشونت و بی‌رحمی و هم چنین استفاده از نیروهای نظامی خود برای گرفتن مالیات از ساکنان ایالات دریغ نمی‌کرد. به خصوص که شورش‌هایی در دوران حکومت هفت ساله او رخ داد.
اما از سوی دیگر شهر بغداد را بازسازی کرد و باغی در آن ایجاد کرد که آن را باغ النجبیه نامید و در سال ۱۸۴۵ در منطقه براته در شهر بغداد آبخوری ایجاد کرد که به نام او معروف است. همچنین شهر بغداد را به هجده محله تقسیم کرد و محله جدیدی را هم در ادهمیه تأسیس کرد و انبار برای حفظ آذوقه از فساد و هم چنین آشپزخانه ای برای سربازان ساخت. سلطان عبدالمجید عثمانی در ازای اعمال او دستور ارتقای درجه والی محمد نجیب پاشا را صادر کرد و سلطان نیز به پاس قدردانی از او شمشیری که با طلا پوشانده شده بود به او پاداش داد.
پس از خروج نیروهای مصری از شام، او برای اجرای دستور کار دولت عثمانی برای برچیدن رهبران و گروه‌های محلی به بغداد آمده بود. برای این هدف وی اقدام به تحریک قبایل علیه یکدیگر، مصادره زمین یک قبیله و دادن آن به قبیله دیگر، گرفتن طرف یک قبیله در طول جنگ‌های قبیله ای، جایگزینی شیخ شناخته شده قبیله با فرد دیگری از همان قبیله و تبدیل شیخ جدید به باجگیر برای دولت می‌کرد.
از آنجایی که فرماندار جدید در روابط خود با کنسول‌های کشورها در بغداد به کنسول انگلیس تمایل داشت، این باعث حسادت و رنجش کنسول فرانسه در بغداد، بارون دو ویمار شد. تنش روابط بین فرماندار و کنسول فرانسه همچنان برقرار بود تا اینکه در تابستان ۱۸۴۴ بهبود یافت. روابط آنها تا عید فطر سال ۱۲۶۱ هجری قمری، مطابق با ۳ اکتبر ۱۸۴۵، خوب بود، زمانی که کنسول فرانسه دریافت که کنسول انگلیس قبل از خودش برای تبریک به فرماندار اقدام کرده است، اقدام نجیب پاشا را به هتک حیثیت فرانسه تعبیر کرد، لذا مشاور خود را فرستاد تا مراسم تبریک را به انجام برساند. این موضوع خشم دوباره محمد نجیب پاشا را برانگیخت. بحران در روابط فرماندار و کنسول فرانسه در سال ۱۸۴۶ به اوج خود رسید، زمانی که سربازان مسلح به شدت به ساختمان کنسولگری فرانسه حمله کردند ولی فرماندار از مجازات این سربازان متجاوز خودداری کرد. این موضوع ادامه پیدا کرد تا اینکه سفارت فرانسه در استانبول از باب اعظم درخواست کرد که محمد نجیب پاشا والی را سرزنش کند. که باعث شد محمد نجیب پاشا به افتخار کنسول فرانسه، مراسم پذیرایی برگزار کند و اولویت وی را نسبت به کنسول انگلیس تصدیق کند. در ژوئیه ۱۸۴۹، نجیب پاشا از سمت خود برکنار شد و عبدالکریم نادر پاشا جایگزین او شد.